# Loma Alta, Tapalpa
Loma Alta är en ort i Mexiko.   Den ligger i kommunen Tapalpa och delstaten Jalisco, i den centrala delen av landet, 500 km väster om huvudstaden Mexico City. Loma Alta ligger 2 075 meter över havet och antalet invånare är 457.
Terrängen runt Loma Alta är huvudsakligen kuperad, men den allra närmaste omgivningen är platt. Runt Loma Alta är det ganska glesbefolkat, med 28 invånare per kvadratkilometer. Närmaste större samhälle är Sayula, 18,1 km öster om Loma Alta. I omgivningarna runt Loma Alta växer huvudsakligen savannskog.